# Среди лжи
«Среди лжи» (фр. Au cœur du mensonge) — фильм режиссёра Клода Шаброля, вышедший на экраны в 1999 году.
Фильм принимал участие в конкурсной программе 49 Берлинского международного кинофестиваля.

## Сюжет
В небольшом городке в Бретани найдена убитой 10-летняя девочка. Последним, кто видел её живой, был её учитель рисования и профессиональный художник Рене (Жак Гамблен). Вскоре он становится главным подозреваемым в убийстве, расследование которого возглавила новый шеф полиции Фредерик Лесаж (Валериа Бруни Тедески). Это подозрение разрушает жизнь Рене, так как люди в маленьком городке верят, что он убийца, хотя против него нет никаких серьёзных улик. Рене полностью предан своей жене (Сандрин Боннер), медсестре, постоянное весёлое настроение которой полностью противоположно его характеру. Тем временем Фредерик все лучше узнаёт эксцентричных обитателей городка, включая самонадеянного тележурналиста (Антуан де Коне), торгующего краденным мелкого жулика (Пьер Марто) и эксцентричную пару владельцев магазинов (Буль Ожье) и (Ноэль Симсоло).

## В главных ролях
| Актер                 | Роль               |
| --------------------- | ------------------ |
| Сандрин Боннер        | Вивьен Стерн       |
| Жак Гамблен           | Рене Стерн         |
| Антуан де Кон         | Жермен-Ролан Десмо |
| Валерия Бруни-Тедески | Фредерик Лесаж     |
| Бернар Верли          | Инспектор Лодан    |
| Бюль Ожье             | Эвелин Бордье      |
| Пьер Марто            | Режи Маршал        |
| Адриенн Поли          | Анна               |

## Оценка критики
Фильм получил позитивные отзывы.
Майкл Томпсон из Би-би-си:
Режиссёр Клод Шаброль, один из самых успешных представителей Французской новой волны, по-прежнему (после чрезвычайно загруженной карьеры) способен вдохнуть жизнь в саспенс с тонкостью, иронией и юмором… Шаброль, который постоянно требует от нас подмечать детали, гарантируя, что любая из них имеет значение. Картину отличает превосходная актерская игра и тихая сила
Майкл Аткинсон из Village Voice:
Великолепный социологический детектив, «Среди лжи» показывает, что случается в небольшом бретонском городке, когда в лесу обнаруживают тело изнасилованной школьницы… В своем самом твердом сименоновском стиле Шаброль балансирует между скрытым, показываемым и философским с некоторой суматохой, а все персонажи прочерчены скальпелем
.
Кристофер Налл из Filmcritic.com дал фильму хороший отзыв лишь с одним несогласием:
Поздние фильмы Клода Шаброля не были слишком вдохновленными, но «Среди лжи» явно выделяется среди них… Единственным пустым местом здесь является откровенно слабая фигура полицейского детектива (Валериа Бруни Тадески), которая вроде бы должна быть героем фильма, но выглядит малокомпетентной и неуклюжей в лучшем случае. И в целом, более качественный состав актеров мог бы поднять этот фильм до уровня небольшой классики
.